# Xã Perry, Quận Thurston, Nebraska
Xã Perry (tiếng Anh: Perry Township) là một xã thuộc quận Thurston, tiểu bang Nebraska, Hoa Kỳ. Năm 2010, dân số của xã này là 229 người.